# Dead or Alive (jeu vidéo)
Pour les articles homonymes, voir Dead or Alive.
Dead or Alive (デッドオアアライブ Deddo oa Araibu) est un jeu vidéo de combat, diffusé sur arcade en 1996, puis commercialisé sur consoles Saturn en 1997 et sur PlayStation en 1998.
C'est un jeu de combat en 3D reprenant le principe de Virtua Fighter. Les combats ont lieu sur un ring dont les bords sont des zones spéciales, qui explosent et enlèvent de l'énergie à un joueur lorsqu'il y est projeté.
Ce jeu est devenu célèbre pour le niveau technique de ses combats et surtout pour son excellent système de contre. En appuyant sur le bouton de parade au bon moment, le coup de l'adversaire peut être retourné contre lui.

## Système de jeu
Le gameplay de Dead or Alive était unique à ses débuts car très différent des autres jeux de combat en 3D. Ses particularités sont sa vitesse et son système de parade. Dead or Alive met l'accent sur la vitesse et compte sur des commandes simples et un temps de réaction rapide. Dead or Alive possède des contrôles similaires à la série Virtua Fighter, avec trois boutons : coup de poing, coup de pied et un bouton d'esquive. Le bouton d'esquive permet de bloquer les coups de l'adversaire, cela permet également d'éxecuter une projection.

## Développement
Dead or Alive est dévoilé lors de l'AOU Show (en) (salon des professionnels du jeu d'arcade) en février 1996 aux côtés du jeu Super GT 24 H développé par Jaleco, deuxième société à utiliser le système d'arcade de Sega, le Model 2,,. La version arcade du jeu est publiée le 26 novembre 1996 au Japon,. Dead or Alive tourne avec le moteur de jeu modifié de Virtua Fighter 2.
Dead or Alive est ensuite porté sur Sega Saturn pour une sortie exclusive au Japon le 9 octobre 1997. Les performances de la Sega Saturn n'étant pas aussi élevées que la version arcade, les développeurs compensent le manque de polygones de la console en utilisant le rendu 3D, l'ombrage de Gouraud. La conversion Saturn utilise les bitmaps et le défilement parallaxe de la même manière que la version Saturn de Virtua Fighter 2. Elle comprend également un nouveau rendu pour l'intro du jeu. À son lancement, le titre s'écoule à 92 000 unités vendues en 12 heures. 
La version Saturn comprend de nouveaux modes, comprenant un mode « Time Attack », qui consiste à terminer les combats dans un temps records, un mode « Survival », où le joueur débute chaque combat avec une jauge de vie réduite ayant la possibilité de regagner des points de vie avec une victoire. Le jeu dispose également du mode « Kumite », le joueur choisit un nombre d'adversaires à affronter (30, 50 ou 100) et affiche lors de chaque fin de combat, le nombre de victoire et de défaite représenté par un pourcentage. Le but du mode est d'accumuler le plus de victoires possibles,. 
Le jeu est publié une année plus tard sur PlayStation, le 12 mars 1998 au Japon, il s'agit du premier jeu conçu pour le système d'arcade Sega à être porté sur la PlayStation. Dead or Alive est également édité en Amérique du Nord le 31 mars 1998 ainsi qu'en Europe et en France en juillet 1998,, cette version contient des textures et des graphismes retravaillés. Les personnages sont à l'écran, plus grands que ceux de la version Sega Saturn. La version PlayStation introduit deux nouveaux personnages inédits, Bass, un catcheur américain et Ayane, personnage déblocable.

## Personnages
Liste partielle des personnages de Dead or Alive :
- Bayman
- Gen Fu
- Kasumi
- Jann Lee
- Leifang
- Ryu Hayabusa (Personnage de la série Ninja Gaiden)
- Tina Armstrong
- Zack
- Raidou (Boss-Personnage déblocable)

Version PlayStation :
- Ayane
- Bass Armstrong